# Dolicholobium gertrudis
Dolicholobium gertrudis är en måreväxtart som beskrevs av Karl Moritz Schumann. Dolicholobium gertrudis ingår i släktet Dolicholobium och familjen måreväxter. Inga underarter finns listade i Catalogue of Life.